# Helopsaltes
Helopsaltes – rodzaj ptaków z rodziny świerszczaków (Locustellidae).

## Zasięg występowania
Rodzaj obejmuje gatunki występujące w Azji. 

## Morfologia
Długość ciała 12–18 cm; masa ciała 10,4–33 g.

## Systematyka

### Etymologia
Helopsaltes: gr. ἑλος helos „bagno”; ψαλτης psaltēs „harfiarz”, od ψαλτηριον psaltērion „instrument strunowy, harfa”, od ψαλλω psallō „trącać coś, pociągać palcami”.

### Podział systematyczny
Takson wyodrębniony w 2018 roku z rodzaju Locustella. Do rodzaju należą następujące gatunki:
- Helopsaltes fasciolatus (G.R. Gray, 1861) – świerszczak tajgowy
- Helopsaltes amnicola (Stepanyan, 1972) – świerszczak sachaliński – takson wyodrębniony ostatnio z H. fasciolatus[6][7][8]
- Helopsaltes pryeri (Seebohm, 1884) – świerszczak bagienny
- Helopsaltes certhiola (Pallas, 1811) – świerszczak melodyjny
- Helopsaltes ochotensis (von Middendorff, 1853) – świerszczak ochocki
- Helopsaltes pleskei (Taczanowski, 1890) – świerszczak Taczanowskiego